# Thorsten Larbig

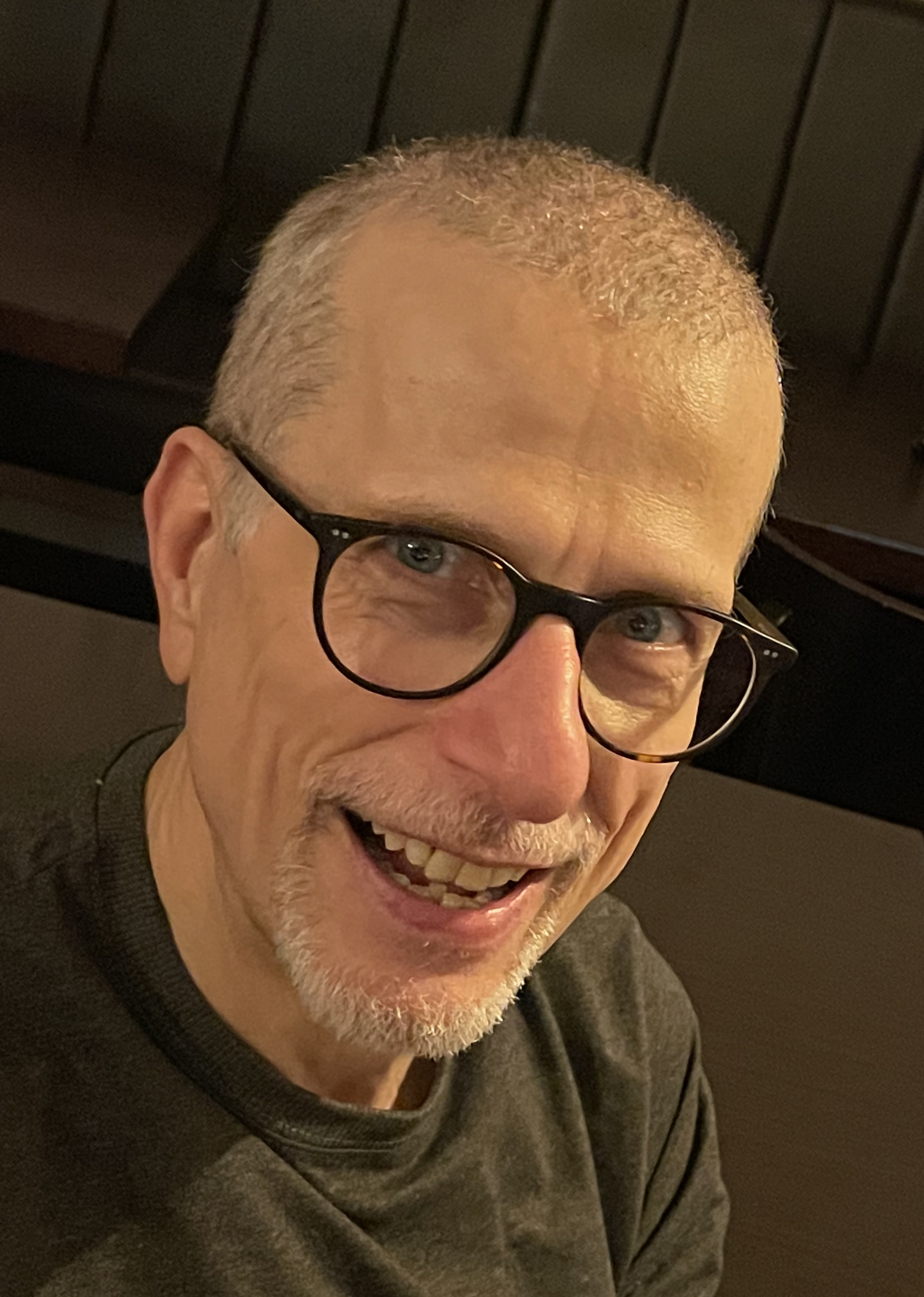
Thorsten Larbig (2023)

Thorsten Larbig (* 5. September 1964 in Fulda) ist ein deutscher Pianist und Maler.
Seit seinem achten Lebensjahr erhielt er Klavierunterricht und war 1982 Preisträger beim Wettbewerb Jugend musiziert. Nach dem Studium der Schulmusik an der Musikhochschule in Heidelberg-Mannheim wurde er im pianistischen Solistenstudium an der Frankfurter Musikhochschule bei Ute Starke und Irina Lein-Edelstein (Kammermusik und Liedstudium bei Charles Spencer und Rainer Hoffmann) zum Konzertpianisten ausgebildet und schloss das Studium 1995 mit dem Konzertexamen ab. In der Folge begleitete er Sänger wie Scot Weir, Ruth Ziesak, Karl Markus und Margarete Joswig. Intensiv engagiert sich Thorsten Larbig auch seit Jahren als Begleiter, Arrangeur und Komponist im Chanson- und Kabarettbereich. So ist er langjähriger Bühnenpartner von Jo van Nelsen, Alix Dudel und Sabine Fischmann.

## Aufnahmen
- 1993: „Mörike-Vertonungen von Hugo Wolf“ mit Scot Weir
- 1994: „Schubert: Lieder nach Mayrhofer“ mit Scot Weir
- 1999: „Musik im Hause Goethe“, Lieder von Himmel, Schröter, Eberwein u. a. mit Gesangsstudenten der Musikhochschulen Weimar und Frankfurt
- 2000: „Shakespeare-Songs“, Lieder von Haydn, Quilter, Gurney, Warlock, Argento, Korngold, Fortner und Strauss mit Gabriele Hierdeis
- 2002: „I hate music“ Amerikanische Lieder des 20. Jahrhunderts von L. Bernstein, A. Copland, J. Cage, S. Sondheim u. a.; mit Gabriele Hierdeis, Sopran
- 2003: „Adornos Vorbilder“: Lieder von G. Mahler, R. Wagner, A. Schönberg, A. Berg und A. Webern. Mit Gabriele Hierdeis, Sopran
- 2004: Kabarett-Chanson-Jazz

### Jazz-Diskographie
Larbig hat bisher drei CD-Veröffentlichungen mit eigenen Improvisationen über Jazztitel vorgelegt:
- 1990: „So close to you“
- 1995: „Until now“
- 1999: „After Midnight“